# Cinzano, Piemonte
Cinzano är en ort och kommun i storstadsregionen Turin, innan 2015 provinsen Turin, i regionen Piemonte, Italien. Kommunen hade 343 invånare (2017).